# 대장목록
《대장목록》(大藏目錄)은, 고려 초조대장경(初雕大藏經)의 판각 목록이다. 
고려 현종(玄宗) 2년(1011년)에 시작하여 선종(宣宗) 4년(1087년) 사이에 완성한 것으로, 현존하지 않는다. 재조대장경(再造大藏經)의 목록인 《대장경목록》(大藏經目錄) 경함(更函)에 들어 있는 《대장목록》(大藏目錄)에 의해 그 내용과 체제를 거의 알 수 있다. 
기술은 함차, 인지수, 경전명, 권차, 역찬자의 역조, 승려 이름, 역찬(譯撰) 표시를 차례로 간략하게 기재하고 있다. 예를 들어 이 목록 중 하나를 우리말로 옮기면 다음과 같다.“개(芥), 강(薑), 해(海) 함에는 27권이 들어 있다. 《방광반야경》 27권이며, 서진(西晋) 삼장인 무라차(無羅叉)와 축숙란(竺叔蘭)이 함께 한역하였다.”
배열은 천함(天函)부터 영함(英函)까지는 북송의 개보대장경인 개보칙판에 의거하여 보살삼장경(菩薩三藏經, 대승삼장록), 성문삼장경(聲聞三藏經, 소승삼장록), 성현전기록(聖賢傳記錄)으로 구분하여 전개하고 있으나, 송조대장경과 그밖의 것에 의한 두함(杜函)부터 초함(楚函)까지는 분류하지 않고 경전이 판각되는 대로 누가식으로 편입시켰다. 상권은 천함의 《반야바라밀다경》(K-1)부터 공함(空函)의 《십지경론》(K-550)까지 해당하는 목록을 수록하고, 중권은 곡함(谷函)의 《미륵보살소문경론》(K-551)부터 설함(設函)의 《중경목록》(K-1056)까지 목록을 수록하였으며, 하권은 석함(席函)의 《대당내전록》(K-1057)부터 동함(洞函)의 《일체경음의》(K-1498)까지 해당 목록을 수록한다.

## 참고 문헌
- 서지학개론 편찬위원회 《서지학개론》 도서출판 한울, 2004년

## 같이 보기
- 신편제종교장총록
- 대장경목록 - 재조대장경의 판각 목록이다.